# Elezioni parlamentari in Armenia del 2017
Le elezioni parlamentari in Armenia del 2017 si tennero il 2 aprile. 

## Risultati
| Liste                                     | Voti      | %     | Seggi |
| ----------------------------------------- | --------- | ----- | ----- |
| Partito Repubblicano d'Armenia            | 771 247   | 48,96 | 58    |
| Alleanza Tsarukyan (BHK - AP - MP)        | 428 965   | 27,23 | 31    |
| Alleanza per la Partenza                  | 122 049   | 7,75  | 9     |
| Federazione Rivoluzionaria Armena         | 103 173   | 6,55  | 7     |
| Rinascita Armena                          | 58 277    | 3,70  | –     |
| Alleanza ORO (Ohanyan - Raffi - Oskanian) | 32 504    | 2,06  | –     |
| Alleanza CNA - PPA                        | 25 975    | 1,65  | –     |
| Liberi Democratici                        | 14 746    | 0,94  | –     |
| Partito Comunista Armeno                  | 11 745    | 0,75  | –     |
| Totale                                    | 1 575 382 | 100   | 150   |